# Stan Bush
 (juin 2020).
Si vous disposez d'ouvrages ou d'articles de référence ou si vous connaissez des sites web de qualité traitant du thème abordé ici, merci de compléter l'article en donnant les références utiles à sa vérifiabilité et en les liant à la section « Notes et références ».
Stan Bush, né le 10 juillet 1953, est un auteur-compositeur-interprète et musicien américain. 

## Biographie
Les œuvres les plus remarquables de Bush incluent les chansons The Touch et Dare de la bande originale du film d'animation The Transformers: The Movie, Hearts vs Head de la bande originale du film de 1986 Phantom (The Wraith), et She's Got the Power, présente dans le doublage américain de la série animée Sailor Moon . Il a fait un morceau sur l'album pour enfants Take My Hand - Songs from the 100 Acre Wood intitulé That's What Tiggers Do Best, sorti en 1995. D'autres œuvres notables incluent les chansons Never Surrender, Streets of Siam et Fight for Love du film Kickboxer, Fight to Survive et On My Own - Alone, le thème de Bloodsport. En 1987, Bush (et le groupe de back-up Barrage) ont écrit et enregistré la ballade Love Don't Lie, qui est devenue un hit de MTV lorsqu'elle a été reprise un an plus tard par House of Lords. 
En 1996, The Child Within est sorti au Japon avec le titre Higher than Angels, des chansons supplémentaires et différentes versions des mêmes chansons. Bush a soumis deux pistes aux producteurs du film Transformers en 2007, qui sont une version mise à jour de The Touch, et une version mise à jour de sa chanson venant de BotCon[Quoi ?] de 1997, Ground Zero, renommée en Till All Are One. Ils[Qui ?] n'étaient pas inclus dans la bande originale, mais celles-ci ont été intégrées dans la sortie du 3 juillet 2007 In This Life. Bush a également enregistré une autre version très différente de The Touch qui a ensuite été publiée sous forme de piste téléchargeable gratuitement pour le jeu vidéo Guitar Hero: World Tour. Till All Are One est le générique de fin du jeu vidéo Transformers: War for Cybertron. 
Bush a sorti son album studio Dream the Dream le 15 septembre 2010 via LA Records. L'album contient 11 nouvelles chansons écrites et interprétées par Bush et des musiciens de studio, ainsi qu'un remake de The Touch qui a été initialement enregistré pour l'inclure dans le film Transformers: Revenge of the Fallen de 2009. 
En 2011, Bush a enregistré High Noon Theme pour la promotion du catcheur Chikara, qui est une parodie de la chanson thème du dessin animé MASK des années 80. Il a été suivi de son single Heat of the Battle, qui était inclus dans son album à sa sortie en 2014 The Ultimate. Le 22 septembre 2017, il a sorti son treizième album studio intitulé Change the World. L'album comprend onze pistes qui sont six nouvelles chansons et cinq des œuvres précédentes. 
Le 4 juillet 2019, Bush a sorti un tout nouveau single et vidéoclip intitulé The 80's. Le clip de la chanson met en scène son fils jouant une jeune version de lui-même. 

## Discographie

### Albums

#### Albums solo
- Stan Bush (1983)
- Every Beat of My Heart  (1993)
- Dial 818888-8638 (1994)
- The Child Within (1996)
- Merry Christmas & A Happy New Year (1998)
- Language of the Heart (2001)
- Shine (2004)
- In this Life (2007)
- Dream the Dream (2010)
- The Ultimate (2014)
- Change the World (2017)
- Dare to Dream (2020)

#### Albums de compilation
- Til All Are One (avec Vince DiCola ) (1997)
- Capture the Dream - The Best of Stan Bush (1999)
- Call to Action (2007)

#### Extended Plays
- Shadow Warrior 2: The Warrior EP (2016)

### Single

#### En tant qu'artiste principal
- Never Surrender (1989)
- Forever (1990)
- Can't Hide Love (1992)
- Free and Easy (1993)
- In the Name of Love (1994)
- Capture the Dream (1996)
- Never Wanted to Fall (1996)
- 'Til I Was Loved by You (1997) (publié avec le titre Until I Was Loved by You)
- The Touch - Sam's Theme (2009)
- The Touch (Power Mix) (2012)
- Thunder in Your Heart (2013)
- Warrior (2016)
- Born to Win (2017)
- The '80s (2019)
- Stand or Fall (2021)
- Freedom (2024)

#### Single promotionnel
- Fire in My Heart (1983)
- All American Boy (1983)
- Time Isn't Changing You (1984)
- Every Beat of My Heart (1993)
- Are You Over Me (1995)

#### Split
- Stan Bush : The Touch (côté A) / Weird Al ; Yankovic : Dare to Be Stupid (côté B) (1986)

### Avec Boulder

#### Albums studio
- Boulder (1979)
- Heartbeat (1979)
- Join Me in LA (1979)

### Avec Stan Bush & Barrage

#### Albums studio
- Stan Bush & Barrage (1987)
- Heaven (1998)

#### Simple
- Heart Vs. Head (1987)
- The Touch (1987)
- Love Don't Lie (1987)

#### Single promotionnel
- Crank that Radio (1987)